# Phtheochroa sodaliana
Phtheochroa sodaliana o caracol de espino amarillo es una especie de polilla de la familia Tortricidae. Se encuentra en la mayor parte de Europa (excepto la península ibérica y parte de la península balcánica) y en Rusia (Urales) y Líbano. El hábitat se compone de pastos secos, brezales y pantanos.
La envergadura es de 14–17 mm. Se han registrado vuelos en adultos de mayo a junio. El color de fondo de las alas es blanco con una mancha apical de color marrón rojizo y marcas negras y gris metálico
Las larvas se alimentan de Rhamnus catharticus y Frangula alnus. Hilan las bayas juntas.